# Sorunda
Sorunda is een plaats in de gemeente Nynäshamn in het landschap Södermanland en de provincie Stockholms län in Zweden. De plaats heeft 1352 inwoners (2005) en een oppervlakte van 109 hectare.

## Verkeer en vervoer
Bij de plaats loopt de Länsväg 225.